# Легия (футбольный клуб)
«Ле́гия» (пол. Legia Warszawa S.A.) — польский футбольный клуб, базирующийся в Варшаве, играющий в Экстракласе. Продолжатель традиции регулярной футбольной команды «Легионова», заложенной в марте 1916 года в Костюхнувке возле Маневиче на Волыни, возобновленной 14 марта 1920 года в Варшаве. С 1990-х годов он занимает 1-е место в абсолютной таблице Экстракласы и является одним из самых успешных польских футбольных клубов на международной арене (в том числе полуфиналист Кубка европейских чемпионов 1969/1970 и Кубка обладателей кубков). Кубок 1990/1991, а также четвертьфиналист Лиги чемпионов 1995/1996)
Известен своими «ультрас» и необычными перформансами на трибунах.

## История

### Ранняя история

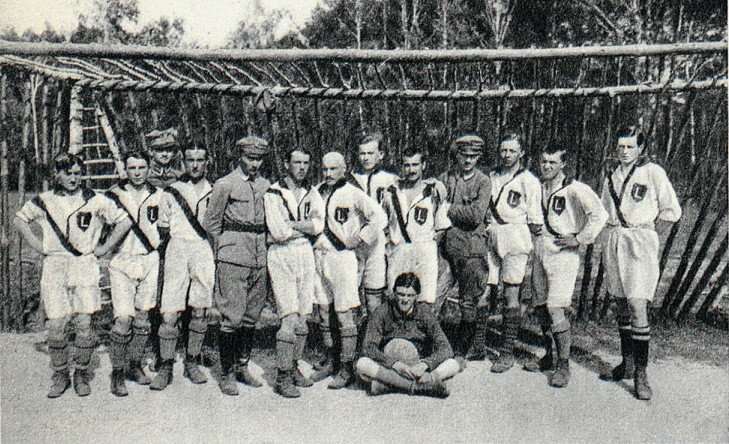
Легия 1916 года

В марте 1916 года, в самый разгар Первой мировой войны, при штабе командования Польских легионов неподалёку от местечка Маневичи на Волыни, была создана футбольная команда, которая так и называлась — «команда Легионов» (пол. Drużyna Legjonowa). Осенью 1916 года штаб, а вместе с ним и команда передислоцируется в Варшаву. В течение всего 1917 года команда фронтовиков проводит в столице свои первые матчи с местными клубами, тогда же команда впервые упоминается под названием «Легия». С наступлением 1918 года штаб Польских легионов вновь отправляется на восток, и деятельность футбольной команды была приостановлена.
14 марта 1920 года клуб возрождается в Варшаве под новым названием — Wojskowy Klub Sportowy (WKS) Warszawa («Армейский спортивный клуб Варшава»). В 1922 году в результате слияния с клубом Korona Warszawa в название возвращается слово «Легия»: WKS Legia Warszawa. С 1930 года домашним стадионом клуба является Стадион Войска Польского. С началом Второй мировой войны деятельность клуба вновь приостанавливается.
Второе возрождение «Легии» произошло в апреле 1945 года, под названием I. WKS Warszawa. Однако уже через два месяца клубу было возвращено его историческое имя.
В октябре 1949 года по решению властей Польши многие ведущие футбольные клубы страны были ликвидированы. Прекратила существование и «Легия». В результате реформы был создан «Центральный армейский спортивный клуб» (пол. Centralny Wojskowy Klub Sportowy), спортивное общество Войска Польского. На базе «Легии» была создана его футбольная команда — CWKS Warszawa. В 1955 и 1956 гг. «ЦВКС» становится два года подряд сильнейшим клубом Польши, побеждая в чемпионате и кубке страны и дебютируя в европейских турнирах.
2 июля 1957 года в название клуба вновь возвращается имя «Легия»: CWKS Legia Warszawa.

### 1960-е годы
В 60-е гг. клуб регулярно занимал ведущие места в чемпионате страны. В 1960 году на стадионе Войска Польского было установлено искусственное освещение, благодаря чему объект стал вторым в Польше, на котором можно было проводить матчи с наступлением темноты. Первый такой матч был проведён 5 октября против датского «Орхуса» в рамках квалификации Кубка европейских чемпионов. «Легия» выиграла 1:0 благодаря голу Хельмута Новака, однако в результате поражения в Дании (0:3) выбыла из розыгрыша. В том сезоне Тадеуш Блажеевский на 11 минуте ничейного (2:2) матча с «ЛКС Лодзь» забил 1000-й гол «Легии» в чемпионатах. Очередной юбилей клуб отпраздновал 26 октября 1960 г., когда был разыгран 500-й матч в экстраклассе — легионисты победили «Заглембе Сосновец» 1:0. В чемпионате клуб занял итоговое второе место, уступив одно очко чемпиону клубу «Рух» из Хожува. В следующем сезоне «Легия» завоевала бронзовые медали.
В новом сезоне схема сезона была изменена с системы «весна-осень» на «осень-весна», в результате чего матчи чемпионата разыгрывались только весной 1962 г. Все команды лиги были разделены на две группы — клубы, занявшие одинаковые места в своих группах, играли между собой два матча для выявления итогового места. «Легия», занявшая 3-е место в своей группе, в матче за 5 место обыграла «Вислу Краков», сыграв вничью (1:1) в гостях и выиграв (4:1) дома. В розыгрыше Кубка Польши клуб вылетел на стадии 1/8 финала, уступив 0:3 «Одре Ополе». В разыгрываемом уже по новой формуле сезоне 1962/63 гг. команда заняла 7 место, а борьбу за кубок снова закончила на этапе 1/8 финала, проиграв итоговому обладателю трофея «Заглембе Сосновец» (0:2).
Сезон 1963/64 легионисты закончили на 4 месте, набрав столько же очков сколько второй Заглембе Сосновец и третья Одра Ополе. Место вне подиума было получено в результате худшей разнице забитых и пропущенных мячей. Гораздо лучшего результата варшавский клуб добился в рамках Кубка Польши — команда под руководством румынского тренера Виргила Попеску дошла до финала. В матче на стадионе Двадцатилетия Легия в дополнительное время обыграла «Полонию Бытом» (2:1). Оба гола для «войсковых» забил Хенрик Апостель. В следующем сезоне клуб снова занял 4 место в чемпионате, а в кубке дошёл до полуфинала, где после 120 минут уступили будущему победителю «Гурнику Забже» (1:2). Команда также выступала в Кубке обладателей кубков. В первом раунде легионисты выбили австрийский «Адмира Ваккер». Во втором был обыгран «Галатасарай» — после двух матчей с турками победителя выявить не удалось, в результате чего был разыгран третий решающий матч в Бухаресте. Легия выиграла (1:0) и первая из польских клубов прошла в четвертьфинал европейских кубков. На этой стадии команда уступила немецкому «Мюнхен 1860» и выбыла из розыгрыша.
50-летие существования клуба выпало на 1966 год. В чемпионате команда заняла 6 место, а в XII розыгрыше Кубка Польши в финальном матче 15 августа на стадионе Варты Познань обыграла в дополнительное время «Гурник Забже» (2:1). Решающий гол забил Бернард Блаут. Выигрыш этого трофея позволило клубу выступить в очередном розыгрыше Кубка обладателей кубков — в нём легионисты уступили в 1/16 финала «Хеми Лейпциг», проиграв (0:3) на выезде и сыграв вничью (2:2) на своём стадионе. Сезон 1966/67 гг. Легия закончила на 4 месте, а с Кубком Польши простилась уже в 1/8 финала в результате поражения (1:3) с Вислой Краков. В этот период в команде дебютировал Казимеж Дейна.
В сезоне 1967/68 гг. клуб завоевал второе в своей истории серебро. В Кубке Польши легионисты проиграли в 1/8 финала «ГКС Катовице» по пенальти. «Войсковые» также дебютировали в кубке Карла Раппана/Интертото. Соперниками Легии в группе В8 были клубы из Дании, Германии и Швейцарии: «БК Фрем», «Ганновер 96» и «Беллинцона». Варшавяне выиграли свою группу с десятью очками (4 победы и 2 ничьи). В том сезоне командой руководил чехословацкий специалист Ярослав Вейвода. Очередной сезон 1968/69 гг. легионисты закончили на первом месте в таблице, тем самым завоевав третье чемпионство. Кроме того команда дошла до финала Кубка Польши, в котором проиграла «Гурнику Забже» (0:2). Также клуб принял участие в Кубке ярмарок. В первом раунде Легия дважды выиграла у «Мюнхена 1860» (6:0 и 3:2), во втором была сильнее бельгийского «Зюлте-Варегем» (0:1 и 2:0), однако в третьем уступила венгерскому «Уйпешту» (поражение Легии 0:1 на выезде, ничья 2:2 в Варшаве). 1969 год также стал годом успеха молодёжной команды — юниоры Легии впервые в истории выиграли чемпионский титул.
В следующем сезоне произошли изменения на посту главного тренера первой команды — им стал бывший футболист клуба Эдмунд Зентара. Под его руководством Легия второй раз подряд выиграла титул чемпиона Польши. В борьбе за национальный кубок Войсковые в полуфинале проиграли «Руху» из Хожува. Клуб также успешно выступил в розыгрыше Кубка европейских чемпионов, дойдя до полуфинала — в 1/16 был обыгран румынский «УТА» (2:1 и 8:0), в 1/8 — французский «Сент-Этьен» (2:1 и 1:0), а в четвертьфинале турецкий «Галатасарай» (1:1 и 2:0). Соперниками легионистов в битве за финал были футболисты голландского «Фейеноорда». Первый матч в Варшаве завершился нулевой ничьей, а на выезде сильнее были хозяева поля (2:0).

### 1970-е годы
В 1971 г. «Легия» завоевала третье в истории серебро чемпионатов Польши, а выступление в Кубке Польши закончила на стадии 1/4 финала. Клуб второй год подряд выступил в Кубке европейских чемпионов, где дошёл до четвертьфинала, где уступил испанскому «Атлетико Мадрид» (2:1 и 0:1). На предыдущих стадиях «Легия» обыграла «Гётеборг» (4:0 и 2:1) и «Стандард Льеж» (0:1 и 2:0).
С декабря 1971 по февраль 1972 легионисты отправились в турне по Испании и странам Южной Америки: Эквадору, Коста-Рике и Колумбии — это был первый визит «Легии» в ту часть света. Сезон 1971/72 команда завершила на 3 месте в таблице и проиграла в финале Кубка Польши «Гурнику Забже» (2:5).
В сентябре 1972 г. варшавский клуб в 1/16 Кубка обладателей кубков победил «Викингур Рейкьявик» (9:0), что является самой крупной победой команды в европейских кубках. В следующем раунде Легия вышла на итальянский «Милан». Первый матч на стадионе Двадцатилетия завершился ничьей (1:1). На Сан-Сиро основное время матча завершилось с тем же результатом, победный гол «Милан» забил за 2 минуты до конца дополнительного времени, установив окончательный счёт (2:1). В текущем сезоне «Легия» заняла 8-е место в чемпионате и выиграла 5-й в истории клуба Кубок Польши — после победы в полуфинале на Шомберками (3:1 и 1:1) в финале варшавяне встретились с ещё одним клубом из Бытома — «Полонией». 17 июня 1973 г. в Познани и основное, и дополнительное время завершились нулевой ничьей. В итоге легионисты одержали верх в серии пенальти (4:2).
Сезон 1973/74 клуб начал с поражения от «ПАОКа» в 1/16 Кубка обладателей кубков (1:1 в Варшаве и 0:1 в Салониках). В начале 1974 г. команда отправилась в Испанию и Францию, чтобы сыграть с «Барселоной» (1:1 на Ноу Камп) и «Лансом» (0:2). Команда закончила сезон на 4-м месте в таблице, в Кубке страны остановилась в четвертьфинале, уступив 1:2 «Стали Жешув». Сразу по окончании чемпионата легионисты выехали на международный турнир на Канарских островах, где сыграли вничью с ФК «Кадис», и обыграли «Тенерифе» и «Экрулес Аликанте».
Очередное заграничное турне состоялось в конце января 1975 г. «Легия» полетела в Австралию и стала первой польской командой, посетившей все континенты (кроме Антарктиды). Сезон футболисты закончили на 6-м месте и попрощались с кубком на стадии 1/16 финала. По окончании сезона состоялся первый трансфер польского футболиста на запад, одобренный Польским футбольным союзом и Министерством спорта, — будущий чемпион Франции «Нант» приобрёл Роберта Гадоху.
«Легия» закончила сезон 1975/76 в середине таблицы (на 8-м месте), а в Кубке Польши дошла до 1/8 финала, где проиграла «ГКС Ястшембе» в серии пенальти. Осенью 1976 г. отмечалось 60-летие основания клуба. В рамках празднования 12 октября на стадионе Войска Польского были разыграны два матча: встреча ветеранов «Легии» и варшавской «Полонии» (победа хозяев 2:0), а также игра первых команд со словацкой «Дуклой», который закончился победой варшавян (4:2).
В феврале 1977 г. команда отправилась в очередной тур, в этот раз в Индонезию. Было разыграно шесть матчей (4 победы, 2 ничьи), в которых забито 15 мячей — на выезде не хватало Дейны, который находился на сборах национальной команды в Югославии и Греции. Варшавяне также второй раз приняли участие в розыгрыше Кубка Раппана/Интертото. Соперниками Войсковых были такие клубы как «Ландскруна» (1:0 и 2:1), «Славия Прага» (1:1 и 2:2), а также «Янг Бойз» (4:1 и 1:1). «Легия» заняла второе место в группе и во второй раз не смогла выйти в основной розыгрыш Кубка УЕФА. Команда, заняв 8-е место, повторила результат предыдущего сезона, а в национальном кубке выбыла в полуфинале, уступив «Полонии Бытом» (1:2). Кроме того, клуб выступил в розыгрыше Кубка лиги, однако закончил выступления на групповом этапе.
Во второй половине 70-х гг. легионисты находились вне подиума в чемпионатах Польши, а 5-е место в сезоне 1977/78 стало наивысшим результатом команды в то время. В этом же году в Кубке Польши «Легия» повторила результат, добытый годом ранее — полуфинал, в котором уступила «Заглембе Сосновец» в серии пенальти. Следующий сезон 1978/79 был последним, в котором цвета клуба представлял Казимеж Дейна. Также Легия провела 1000-ю встречу в высшем дивизионе — матч состоялся 25 апреля против «Леха» в Познани (поражение 1:2). Сезон завершился для команды на 6-м месте в чемпионате и в 1/8 финала Кубка страны (проигранном 1:2 с Заглембем Любин II).
18 сентября 1979 г. состоялся прощальный матч Казимежа Дейны — команда провела товарищескую встречу с «Манчестер Сити» (2:1). Дейна провёл полный матч и забил 2 мяча — один для «Легии» в первом тайме, а второй для своего нового клуба, в который перешёл за 100 000 фунтов стерлингов, во второй половине встречи. Встреча ожидалась с огромным интересом, и множество болельщиков смотрели матч из-за пределов стадиона.

### 1980-е годы
«Легия» начала следующее десятилетие с выигрыша Кубка Польши — 9 мая 1980 г. обыграв в финале познанский «Лех» (5:0). В чемпионате легионисты заняли 4-е место. Год спустя варшавяне защитили кубок (выиграв 24 июня у «Погонии Щецин» 1:0), а в борьбе за чемпионат остановились на 5-й позиции. В следующем сезоне команда в рамках Кубка обладателей кубков встретилась в четвертьфинале с грузинским «Динамо Тбилиси». Во время первой встречи в Варшаве болельщики в связи с огромным количеством милиционеров на стадионе начали скандировать «Долой коммуну» и «Милиция — гестапо». После поражения 0:1 фанаты организовали антикоммунистическое шествие (такая ситуация повторялась в 80-х гг. многократно). Ответный матч, на котором присутствовало 90 000 болельщиков, также завершился с результатом 0:1. Чемпионат 1981/82 Легия закончила на 4-й позиции, а в кубке Польше в 1/8 финала проиграла «Арке» из Гдыни (1:2).
Сезон 1982/83 начался с изменений составе команды. У «Легии» также появился новый тренер — Казимежа Гурского в половине чемпионата заменил Ежи Копа. Армейцы заняли последнее 8-е место таблице, а из кубка вылетели уже в четвертьфинале после поражение 0:1 от «Леха Познань» в Варшаве. Годом позже «Легия» завоевала 5-е место в борьбе за титул чемпиона, а в национальном кубке дошла до 5-го раунда, где уступила «Гурнику Забже» в дополнительное время 2:3.
В середине сезона 1984/85 «Легия» занимала первое место после весенней части, однако в итоге закончила сезон в ранге вице-чемпиона — это позволило клубу принять участие в Кубке УЕФА. Кроме того команда дошла до четвертьфинала Кубка Польши (поражение по сумме двух матчей от «Гурника Забже»). В следующем сезоне 1985/86 был повторён успех в чемпионате, а также в очередной раз команда дошла до четвертьфинала Кубка страны. Чемпионом страны и обладателем кубка стал «Гурник Забже». В этот период легионисты дважды подряд доходили до 1/8 и 1/16 финала Кубка УЕФА, оба раза уступая миланскому «Интеру». В первом случае матч в Италии закончился в ничью 0:0, что было расценено как огромный успех для варшавян. Ответный матч закончился с результатом 0:1 и в следующий раунд прошли миланцы. В 1986 г. «Легия» выиграла 3:2 дома и проиграла 0:1 в гостях и опять не прошла дальше.
В начале сезона 1986/87 варшавская команда отправилась в Китай и завоевала там Кубок Великой Стены, в финале победив хозяев турнира 2:0. В течение недели в конце июля-начале августа команда провела несколько матчей в Пекине и других городах. В том сезоне помимо удачного выступления в Европе «Легия» заняла 5-е место в лиге и дошла до 5-го раунда кубка (поражение по пенальти от «Вислы Краков»). В конце 1987 г. на стадионе «Легии» был демонтирован трек для спидвея, а футбольное поле было увеличено.
Очередной сезон «Легия» закончила на 3-м месте в чемпионате, а в кубке дошла до финала. В Лодзи легионисты сыграли вничью 1:1 с «Лехом» и победитель определялся в серии пенальти, где сильнее была команда из Познани (3:2). Год спустя варшавяне заняли 4-е место в Экстраклассе и выиграли кубок на стадионе в Ольштыне, где была обыграна «Ягеллония» 5:2. Спустя две недели армейцы завоевали также Суперкубок Польши, обыграв в Замосци «Рух Хожув» 3:0.
Суперкубок стал первым трофеем, выигранным после реорганизации в клубе — 25 апреля 1989 руководство клуба приняло решение о выведении футбольной команды из состава Центрального спортивного клуба армии.
1 сентября в автомобильной аварии в Сан-Диего погиб многолетний футболист и капитан клуба Казимеж Дейна.
13 сентября «Легия» встречалась с «Барселоной» в первом раунде Кубка обладателей кубков. Матч на выезде завершился со счётом 1:1, при этом судья не засчитал гол «Легии», а хозяева забили свой мяч с пенальти на 85-й минуте. В ответном матче на стадионе на Лазенковской армейцы в присутствии 25 000 болельщиков уступили 0:1. Единственный гол забил Микаэль Лаудруп.

### Новейшая история
Начало 90-х гг. не было удачным периодом для клуба, в особенности в рамках чемпионата. Сезон 1989/90 команда завершила на 7-м месте, а следующий на 9-й позиции. Розыгрыш 1991/92 гг. «Легия» закончила на 10-м месте; тогда впервые со времен Второй мировой войны команде грозил вылет во вторую лигу, а понижения в классе удалось избежать только в последнем туре, когда на выезде был обыгран «Мотор Люблин» (3:0). В Кубке Польши удавалось показывать более высокие результаты — в 1990 г. в финале Легия победила «ГКС Катовице» и завоевала 9-й титул в своей истории. Год спустя команда снова дошла до финала, где в этот раз уступила тому же «ГКС» со счётом 0:1. Благодаря победе в кубке в сезоне 1989/90 клуб получил право сыграть в Кубке обладателей кубков. Варшавская команда под руководством Владислава Стахурского дошла до полуфинала розыгрыша, выбив такие команды как «Сампдория» и «Абердин». Легия уступила «Манчестер Юнайтед» в двухматчевом противостоянии (1:3 в Варшаве и 1:1 в Манчестере).
Осенью 1992 г. в клуб заинвестировал первый частный спонсор, бизнесмен Януш Романовский. Был подписан двухлетний спонсорский контракт с «FSO» (на сумму 2,4 млрд злотых по текущему курсу), а также с «Adidas». После четырёх туров сезона 1992/93 новым тренером команды стал Януш Вуйчик. Большой бюджет позволил подписать таких футболистов как Мачей Щливовский и Радослав Михальский. Это в свою очередь позволило достичь лучших результатов и включиться в борьбу за чемпионство. 20 июня 1993 после выездной победы над «Вислой Краков» (6:0) команда завоевала титул чемпиона страны. Однако на следующий день президиум ПФС числом голосов 5 к 4 постановил отобрать титул у «Легии» и передать его третьей команде чемпионата «Леху» (за счёт аннулирования последних матчей «Легии» и «ЛКС» команда из Познани заняла первое место). Поводом этого решения стали обвинения в договорном характере последнего матча чемпионата. Помимо этого клуб был оштрафован на 500 млн злотых, а УЕФА исключила «Легию» из своих кубков. Позднее клуб несколько раз (в декабре 2004 и январе 2007 гг.) безрезультатно подавал апелляции об отмене решения и возврате чемпионского титула. В том же самом сезоне антидопинговая комиссия объявила, что футболист «Легии» Роман Зуб использовал допинг в матче с «Видзевом Лодзь». Проба Зуба также была протестирована в Москве, где было заявлено, что высокий уровень тестостерона в моче не являлся результатом применения допинга. Изначально матч был засчитан как техническая победа для лодзинцев, однако позднее ПФС это решение отменил.
В следующем сезоне команда завоевала первую в истории клуба «тройную корону». 15 июня 1994 г. благодаря домашней ничьей 1:1 с «Гурником Забже» в последнем туре, легионисты сохранили преимущество в одно очко над «ГКС Катовице» и в пятый раз стали чемпионами страны, несмотря на то, что начали сезон за вычетом 3-х очков из-за событий прошлого года.
В 1997—2001 гг. к имени клуба добавлялось название спонсора (концерн «Daewoo»). С 2003 года клуб носит имя Klub Piłkarski Legia Warszawa (Футбольный клуб «Легия» Варшава).
В настоящее время клуб является акционерным обществом, контрольный пакет в котором с 2004 года принадлежит польскому телекоммуникационному концерну «ITI Holdings».

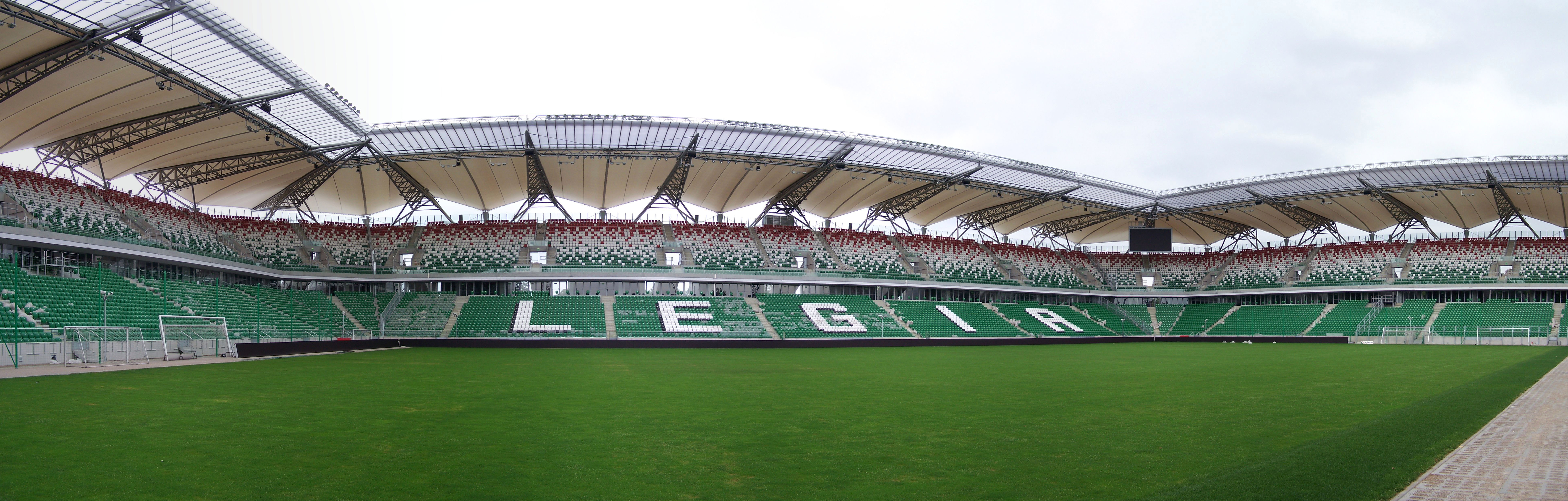
«Стадион Войска Польского»

### Названия
- 15.03.1916—14.03.1920 год — «Дружина»
- 14.03.1920—31.07.1922 год — ВКС
- 31.07.1922—04.1945 год — ВКС «Легия»
- 04.1945—06.1945 год — ВКС
- 06.1945—11.1949 год — ВКС «Легия»
- 11.1949—02.07.1957 год — ЦВСК
- 02.07.1957—1970 год — ВКС «Легия»
- 1970—04.02.1997 год — ЦВСК «Легия»
- 04.02.1997—01.07.2001 год — ЦВСК «Легия Дэу»
- 01.07.2001—13.06.2003 год — ЦВСК «Легия»
- 13.06.2003 год — «Легия»

### Оригинальные названия
- 03/1916 — Drużyna Legjonowa «Legia»
- 1918-19 — не играл
- 1920 — Wojskowy Klub Sportowy (WKS) Warszawa
- 1922 — WKS «Legia» Warszawa (слияние с Korona Warszawa)
- 1940-44 — не играл
- 04/1945 — I.WKS Warszawa
- 06/1945 — WKS «Legia» Warszawa
- 11/1949 — Centralny Wojskowy Klub Sportowy (CWKS) Warszawa
- 1957 — CWKS «Legia» Warszawa
- 1989 — Autonomiczna Sekcja Piłki Nożnej (ASPN) CWKS «Legia» Warszawa
- 1997 — ASPN CWKS «Legia-Daewoo» Warszawa S.S.A.
- 2001 — ASPN CWKS «Legia» Warszawa S.S.A.
- 2003 — Klub Piłkarski «Legia» Warszawa S.S.A.
- 2012 — «Legia» Warszawa S.A.B

## Символика

«Легии» — 90 лет

1916 — Первая эмблема клуба — чёрный щит с белой литерой «L», символ Польских легионов. Клубные цвета — чёрно-белые.

1920 — Клубные цвета армейского клуба — красно-белые.

1922 — Появляется новая эмблема, ставшая традиционной. Клубные цвета изменены на бело-зелёные (цвета клуба «Корона» Варшава, слившегося с «Легией»).

1926 — Клубные цвета — бело-зелёно-чёрные, на эмблему добавлена чёрная диагональная полоса.

1949 — Новая эмблема ЦВКС.

1957 — Возвращена традиционная эмблема, на которую добавлена бело-красная диагональная полоса цветов польского флага. Цвета — бело-зелено-красно-чёрные (по настоящее время).

2005 — Разработан логотип ФК, в основе — традиционная эмблема клуба.

2006 — В честь 90-летия клуба появилась юбилейная эмблема, повторяющая первый символ клуба — белую литеру «L» в чёрном щите.

## Достижения

### Национальные
- Чемпионат Польши
  - Чемпион (15, рекорд): 1955, 1956, 1968/69, 1969/70, 1993/94, 1994/95, 2001/02, 2005/06, 2012/13, 2013/14, 2015/16, 2016/17, 2017/18, 2019/20, 2020/21
  - Серебряный призёр (14): 1960, 1967/68, 1970/71, 1984/85, 1985/86, 1992/93, 1995/96, 1996/97, 2003/04, 2007/08, 2008/09, 2014/15, 2018/19, 2022/23
  - Бронзовый призёр (15): 1928, 1930, 1931, 1951, 1961, 1971/72, 1979/80, 1987/88, 1998/99, 2000/01, 2004/05, 2006/07, 2010/11, 2011/12, 2023/24
- Кубок Польши
  - Обладатель (21, рекорд): 1954/55, 1955/56, 1963/64, 1965/66, 1972/73, 1979/80, 1980/81, 1988/89, 1989/90, 1993/94, 1994/95, 1996/97, 2007/08, 2010/11, 2011/12, 2012/13, 2014/15, 2015/16, 2017/18, 2022/23, 2024/25
  - Финалист (6): 1951/52, 1968/69, 1971/72, 1987/88, 1990/91, 2003/04
- Кубок польской лиги
  - Обладатель: 2002
  - Финалист (2): 2000, 2008
- Суперкубок Польши
  - Обладатель (6): 1989, 1994, 1997, 2008, 2023, 2025

### Международные
- Лига чемпионов УЕФА / Кубок чемпионов
  - 1/2 финала: 1969/70
- Кубок обладателей кубков УЕФА
  - 1/2 финала: 1990/91
- Лига конференций УЕФА:
  - 1/4 финала: 2024/25

## Текущий состав
| 1  | Флаг Польши     | Вр  | Кацпер Тобиаш                           | 2002 |  |  |  |  |  |
| 27 | Флаг Польши     | Вр  | Габриэль Кобыляк                        | 2002 |  |  |  |  |  |
| 31 | Флаг Польши     | Вр  | Марцель Мендес-Дудзиньский              | 2005 |  |  |  |  |  |
|    |                 |     |                                         |      |  |  |  |  |  |
| 3  | Флаг Франции    | Защ | Стив Капуади                            | 1998 |  |  |  |  |  |
| 4  | Флаг Швейцарии  | Защ | Марко Бурх                              | 2000 |  |  |  |  |  |
| 8  | Флаг Польши     | Защ | Рафал Аугустыняк                        | 1993 |  |  |  |  |  |
| 12 | Флаг Сербии     | Защ | Радован Панков                          | 1995 |  |  |  |  |  |
| 19 | Флаг Португалии | Защ | Рубен Винагре (в аренде из «Спортинга») | 1999 |  |  |  |  |  |
| 24 | Флаг Польши     | Защ | Ян Зюлковский                           | 2005 |  |  |  |  |  |
| 42 | Флаг Испании    | Защ | Серхио Барсия                           | 2000 |  |  |  |  |  |
| 55 | Флаг Польши     | Защ | Артур Енджейчик (капитан)               | 1987 |  |  |  |  |  |
| 56 | Флаг Польши     | Защ | Ян Лещиньский                           | 2007 |  |  |  |  |  |
|    |                 |     |                                         |      |  |  |  |  |  |
| 5  | Флаг Португалии | ПЗ  | Клод Гонсалвеш                          | 1994 |  |  |  |  |  |
| 6  | Флаг Польши     | ПЗ  | Макси Ойеделе                           | 2004 |  |  |  |  |  |

| 11 | Флаг Польши   | ПЗ  | Кацпер Ходына                              | 1999 |  |  |  |  |  |
| 13 | Флаг Польши   | ПЗ  | Павел Вшолек                               | 1992 |  |  |  |  |  |
| 17 | Флаг Франции  | ПЗ  | Мигуэль Альфарела                          | 1997 |  |  |  |  |  |
| 21 | Флаг Албании  | ПЗ  | Юрген Челхака                              | 2000 |  |  |  |  |  |
| 22 | Флаг Колумбии | ПЗ  | Юрген Элитим                               | 1999 |  |  |  |  |  |
| 25 | Флаг Японии   | ПЗ  | Рёя Морисита (в аренде из «Нагоя Грампус») | 1997 |  |  |  |  |  |
| 33 | Флаг Польши   | ПЗ  | Патрик Кун                                 | 1995 |  |  |  |  |  |
| 53 | Флаг Польши   | ПЗ  | Войцех Урбаньский                          | 2005 |  |  |  |  |  |
| 57 | Флаг Польши   | ПЗ  | Матеуш Щепаняк                             | 2007 |  |  |  |  |  |
| 67 | Флаг Польши   | ПЗ  | Бартош Капустка                            | 1996 |  |  |  |  |  |
| 80 | Флаг Польши   | ПЗ  | Якуб Адконис                               | 2007 |  |  |  |  |  |
| 82 | Флаг Бразилии | ПЗ  | Лукиньяс (в аренде из «Форталезы»)         | 1996 |  |  |  |  |  |
|    |               |     |                                            |      |  |  |  |  |  |
| 7  | Флаг Чехии    | Нап | Томаш Пекгарт                              | 1989 |  |  |  |  |  |
| 20 | Флаг Польши   | Нап | Якуб Жевлаков                              | 2006 |  |  |  |  |  |
| 28 | Флаг Испании  | Нап | Марк Гуаль                                 | 1996 |  |  |  |  |  |
| 77 | Флаг Камеруна | Нап | Жан-Пьер Нсаме (в аренде из «Комо»)        | 1993 |  |  |  |  |  |
| 99 | Флаг Польши   | Нап | Йордан Майцшак                             | 2004 |  |  |  |  |  |
| 17 | Флаг Беларуси | Нап | Илья Шкурин                                | 1999 |  |  |  |  |  |

## Закреплённые номера
- 10 −  Казимеж Дейна

## Информация
- Гимны: Мистшем Польски ест Легья; Сон о Варшаве (Чеслав Немен),
- Самая крупная победа: 12:0 над «Вислой» Краков (1956),
- Самое крупное поражение: 11:2 от «Погони» Львов (1927)[3].
- Сезонов в I лиге — 69,
- Самое большое количество игр — Люцьян Брыхчий (452),
- Лучший бомбардир — Люцьян Брыхчий (227).
- Главный соперник — Полония Варшава[4]